# 足摺岬

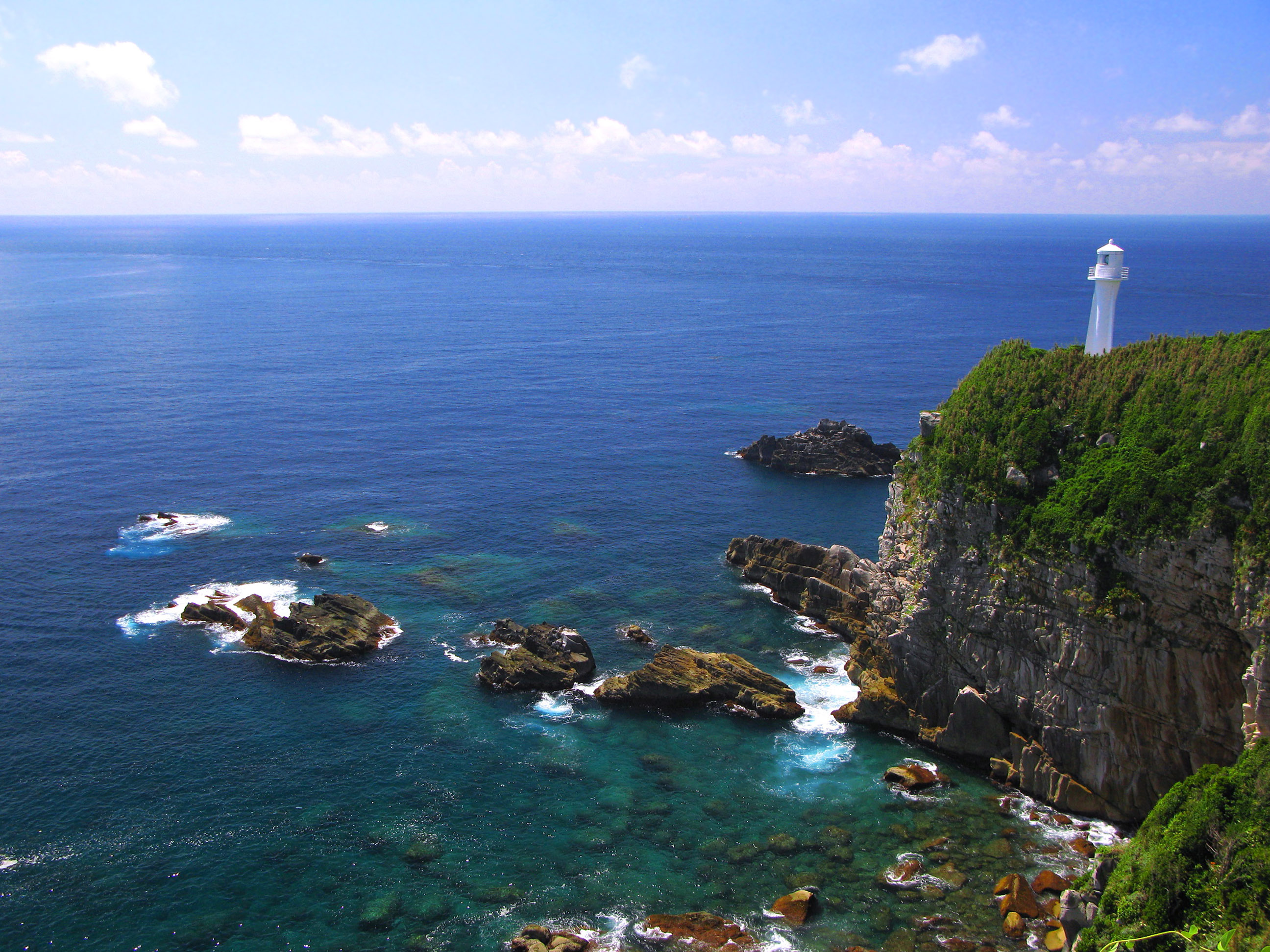
岬の先端と足摺岬灯台

足摺岬（あしずりみさき）は、高知県南西部土佐清水市に属し、太平洋（フィリピン海）に突き出る足摺半島の先端の岬。土佐湾の西端であり、足摺宇和海国立公園に指定されている。
古くは嵯陀岬とも称された。また元々は「足摺崎（あしずりざき）」が正式名称であったが、観光地化の進展に伴って改称の議論が起き、昭和40年（1965年）の土佐清水市議会において、広く通称として呼ばれていた「足摺岬（あしずりみさき）」が正式呼称となった。

## 概要

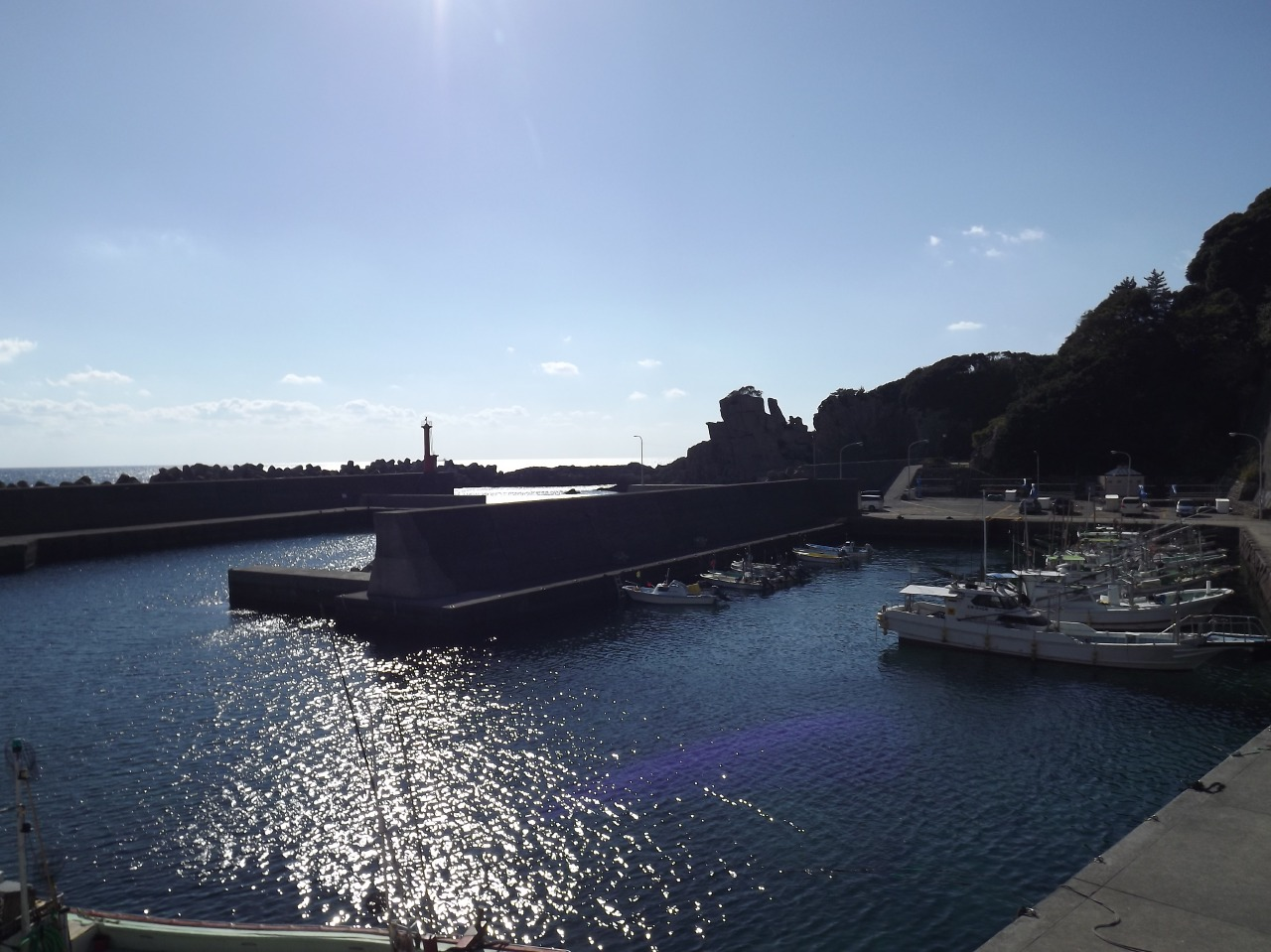
四国本土最南端は中央奥

足摺半島南東端に位置する南向きの岬である。白皇山（標高433メートル）を中心とする花崗岩台地が隆起と沈降を繰り返すとともに、太平洋の荒波による浸蝕で形成された地形である。
岬周辺は足摺岬園地として整備されており、延長2kmの自然遊歩道の突き当たりには足摺岬展望台がある。また、足摺岬の東側の天狗の鼻には2023年（令和5年）12月に展望広場が整備された。このように海岸部の各所から日の出、日の入りが一望できる。一方で台風銀座でもあり、しばしば暴風に見舞われる。
周囲はヤブツバキ・ウバメガシ・ビロウ等の亜熱帯植物が密生する。特に松尾神社境内にある松尾のアコウ自生地は国の天然記念物に指定されている。土佐湾一帯の海域は古来から豊かな海洋生態系で知られ、沖合いはカツオなどの多様な生物の回遊経路でもある。このため、スキューバダイビングやシュノーケリングなどのマリンスポーツでも人気である。また、大岐海岸はウミガメ（絶滅危惧種のアカウミガメ）の産卵地である他、かつては沿岸性のヒゲクジラ類を主な対象とした古式捕鯨の基地でもあり、現在でもホエールウォッチングが行われており、ジンベイザメやマンボウと泳ぐ観光事業も行われている。
北緯32度43分24秒、東経133度1分12秒に位置し、一般には四国最南端の地（岬）として認識されているが、正確には最南端ではない。四国本土の最南端は足摺岬の西方約1キロメートルにある「長碆」の南端部付近で、離島を含めた四国地方全体の最南端は宿毛市に属する沖の島にある。なお、長碆の先端部は陸地から安全に行きつくのは不可能である。
土佐清水市の大岐と三崎を基部とし足摺岬を先端とした区域で、白皇山を最高峰とする半島が「足摺半島」である。さらに、足摺半島を含む、宿毛市と四万十市を基部とし足摺岬を先端とした区域で、今ノ山（標高868メートル）を最高峰とする半島が「渭南半島」である。
四国八十八景（40番）「海の秘境クルーズ 黒潮による造形美」として、遊覧船からの景観が選定されている。

## 歴史

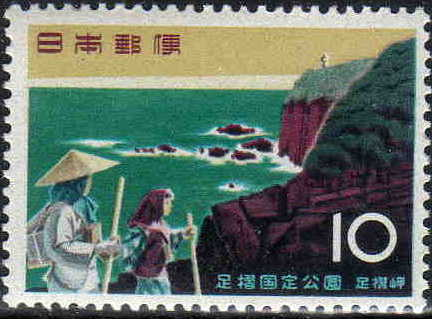
1960年（昭和35年）の切手

- 1914年（大正3年） - 足摺崎灯台が点灯
- 1944年（昭和19年） - 足摺崎灯台が米軍の機銃掃射を受ける[12]
- 1955年（昭和30年） - 足摺岬国定公園に指定
- 1960年（昭和35年） - 老朽化に伴い、足摺崎灯台を改修[12]
- 1965年（昭和40年） - 「足摺崎」から「足摺岬」へ改称
- 1972年（昭和47年） - 足摺宇和海国立公園に指定変更
- 1978年（昭和53年） - 全国植樹祭のために来県した昭和天皇が行幸。足摺亜熱帯植物園などを見学[13]。。

### 伝説
嵯峨天皇の勅願により空海（弘法大師）が創建した金剛福寺がある地で、それにまつわる場所が「足摺七不思議」と称されている。亀石、汐の満干手水鉢、ゆるぎ石、地獄の穴、弘法大師の爪書き石、亀呼場、大師一夜建立ならずの華衣（とりい）が挙げられる。

### 信仰
厳しい自然環境と眺望の美しさから、南方にある浄土へ渡るという「補陀洛信仰」（→補陀洛山寺）の舞台であり、中世には紀伊国（和歌山県）の那智勝浦と並ぶ、「補陀落渡海」の船の有名な出発地であった。田宮虎彦の小説「足摺岬」はこうした歴史を背景とした作品である。この小説をきっかけに、自殺の名所として自殺者が急増した時期があり「ちょっと待て、もう少し考えよ」という自殺防止用の看板が立てられた。

## 観光
高知県を代表する観光地の一つで、『ミシュラン・グリーンガイド・ジャポン』では、「足摺岬」と「足摺岬からの眺望」がそろって二つ星★★と評価されている。JR四国・土佐くろしお鉄道の特急列車「あしずり」にもその名が採られている。
あしずり港一帯はみなとオアシスの登録をしていて、海の駅あしずり（国土交通省登録の「海の駅」には未登録）を拠点施設とするみなとオアシスあしずりとして地域活性化拠点ともなっている。

### ジョン万次郎
足摺半島西岸にある中浜出身の漁師で、幕末の政局に大きな役割を果たしたジョン万次郎（中浜万次郎）の銅像が岬に立っている。万次郎の遺品や当時の捕鯨・航海についての資料を展示した「ジョン万ハウス」も、岬から500メートル西に設置されていたが、建物の老朽化により、2006年（平成18年）4月、あしずり港内にある「海の駅」2階へ、同ハウスにあった観光案内所は足摺岬園地に移転した。その後ジョン万ハウスは、2010年（平成22年）1月にNHK大河ドラマ龍馬伝のパビリオン「くろしお社中」としてリニューアルオープンした。NHK大河ドラマ龍馬伝の放送終了に伴い、翌年4月からは「ジョン万次郎資料館」として再度リニューアルオープンし、ジョン万次郎の情報発信基地となっている。

## 足摺岬エリアの名所・旧跡・観光スポット
- 足摺岬灯台の南端：上記にある正確には最南端ではない所北緯32度43分24秒 東経133度1分12秒
- 長碆（四国本土最南端）北緯32度43分16.399秒 東経133度0分23.87秒
- 足摺岬灯台北緯32度43分26.5秒 東経133度1分13.2秒
- 蹉陀山金剛福寺：四国八十八箇所第38番札所北緯32度43分33.653秒 東経133度1分6.790秒
- 白山洞門北緯32度43分25秒 東経133度00分51秒
- 万次郎足湯：無料北緯32度43分28.243秒 東経133度00分50.665秒
- 足摺亜熱帯自然植物園：1974年7月開園[14]、面積1ヘクタールでいつでも自由に散策できる。北緯32度43分28.958秒 東経133度00分55.203秒
- 足摺温泉郷
- スボノくち（口鼻）：サニーサイドホテルの左から一段下に駐車スペースがあり、左から海に向うと展望所が、右から下ると岩場に至る。海蝕洞窟や滝やエメラルドグリーンの海と真青な空を臨める。北緯32度43分45.428秒 東経132度59分22.11秒
- トオルマの夕日：海食洞窟北緯32度43分48.535秒 東経132度59分25.428秒、トンボ公園の前の道路から見える。
- 松尾地区：吉福家住宅（国の重要文化財）北緯32度43分59.240秒 東経132度59分1.842秒、アコウ（国の天然記念物）北緯32度44分4.439秒 東経132度59分9.65秒、松尾漁港の海老洞
- 足摺岬椿の散歩道：昭和62年度手づくり郷土賞（ふれあいの並木道）受賞。
- 句碑歌碑：水原秋桜子の「岩は皆渦潮志ろし十三夜」の句碑が展望台への通路にある。

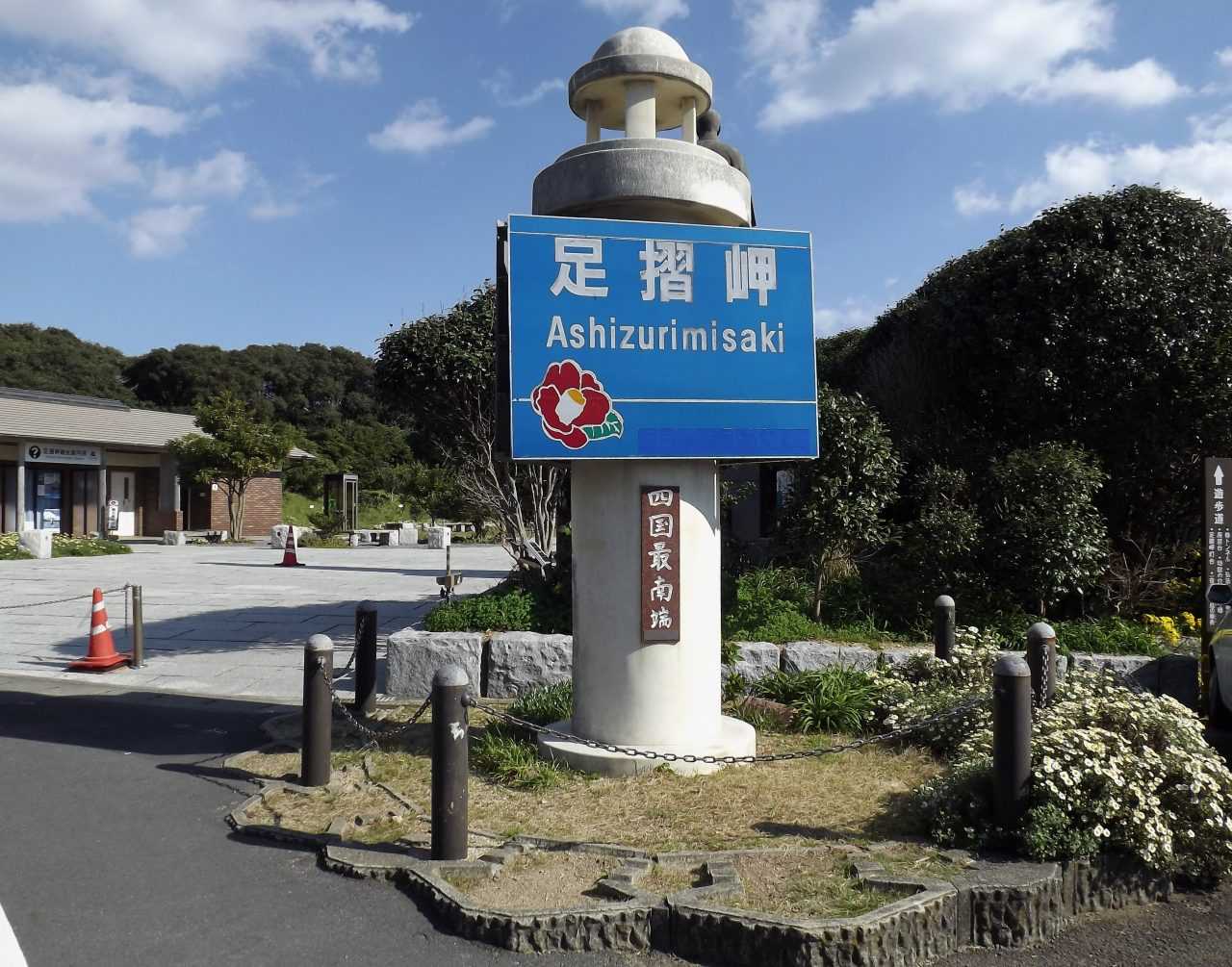
最南端の碑
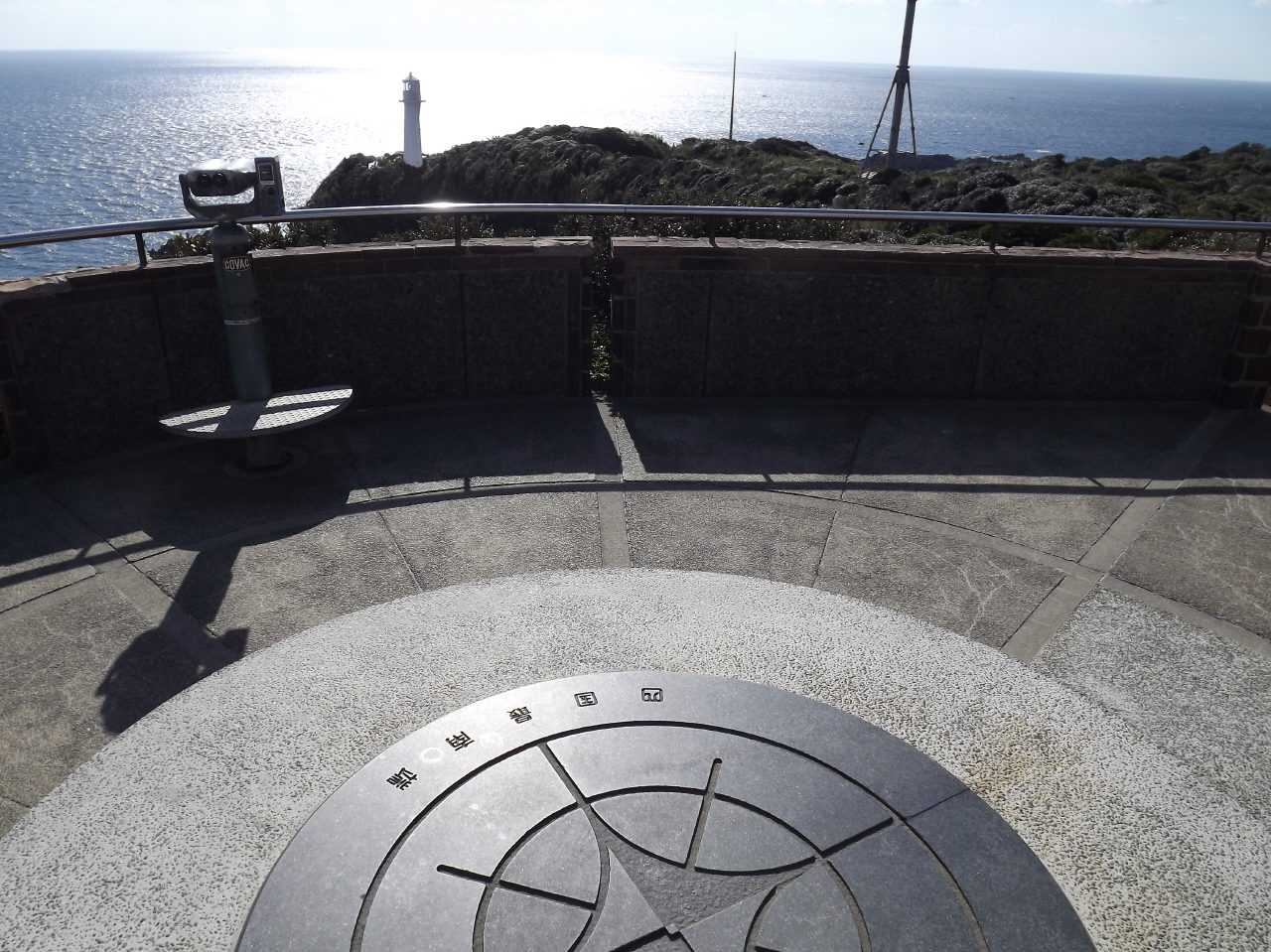
展望台
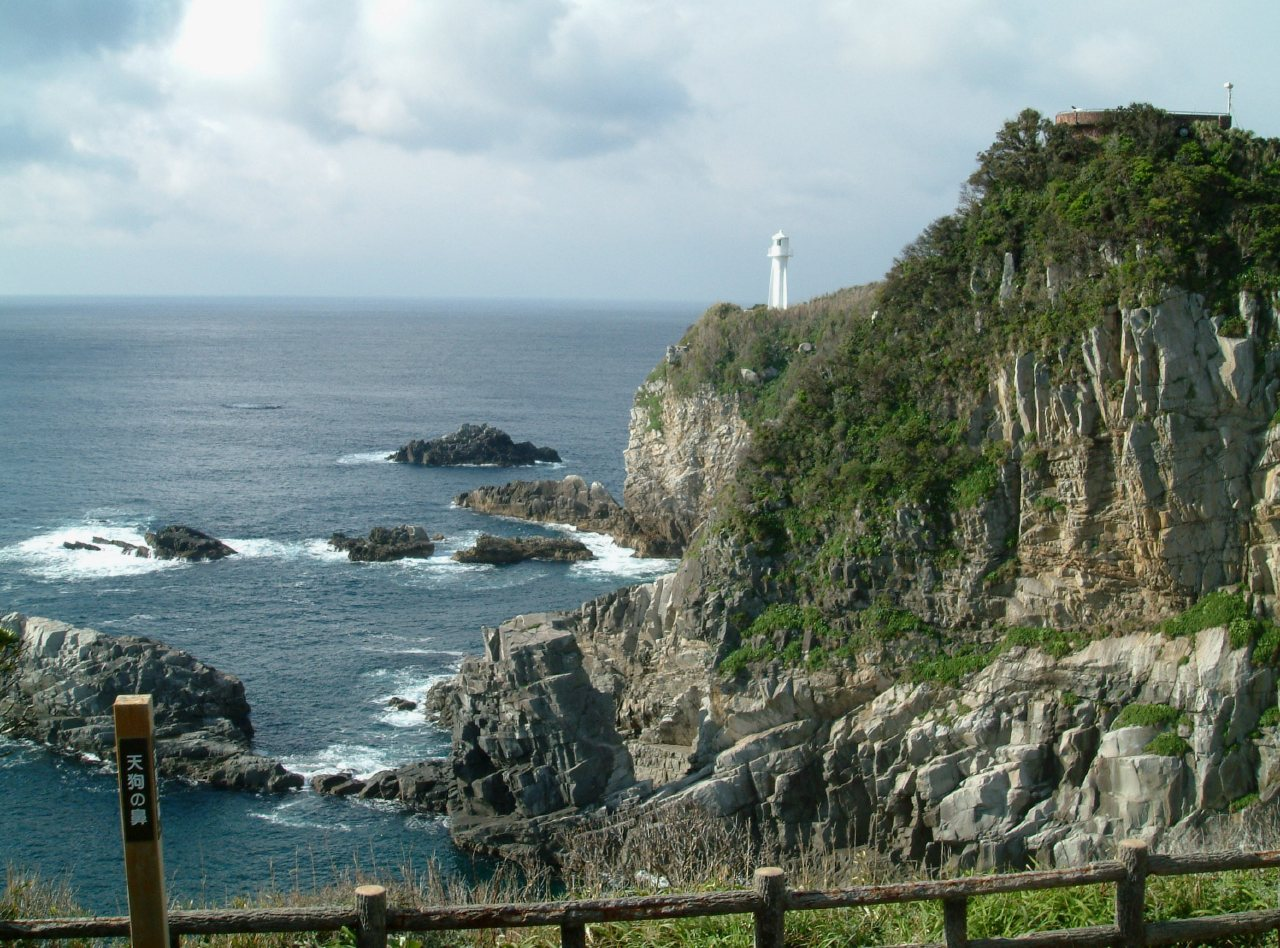
天狗の鼻より展望台と灯台
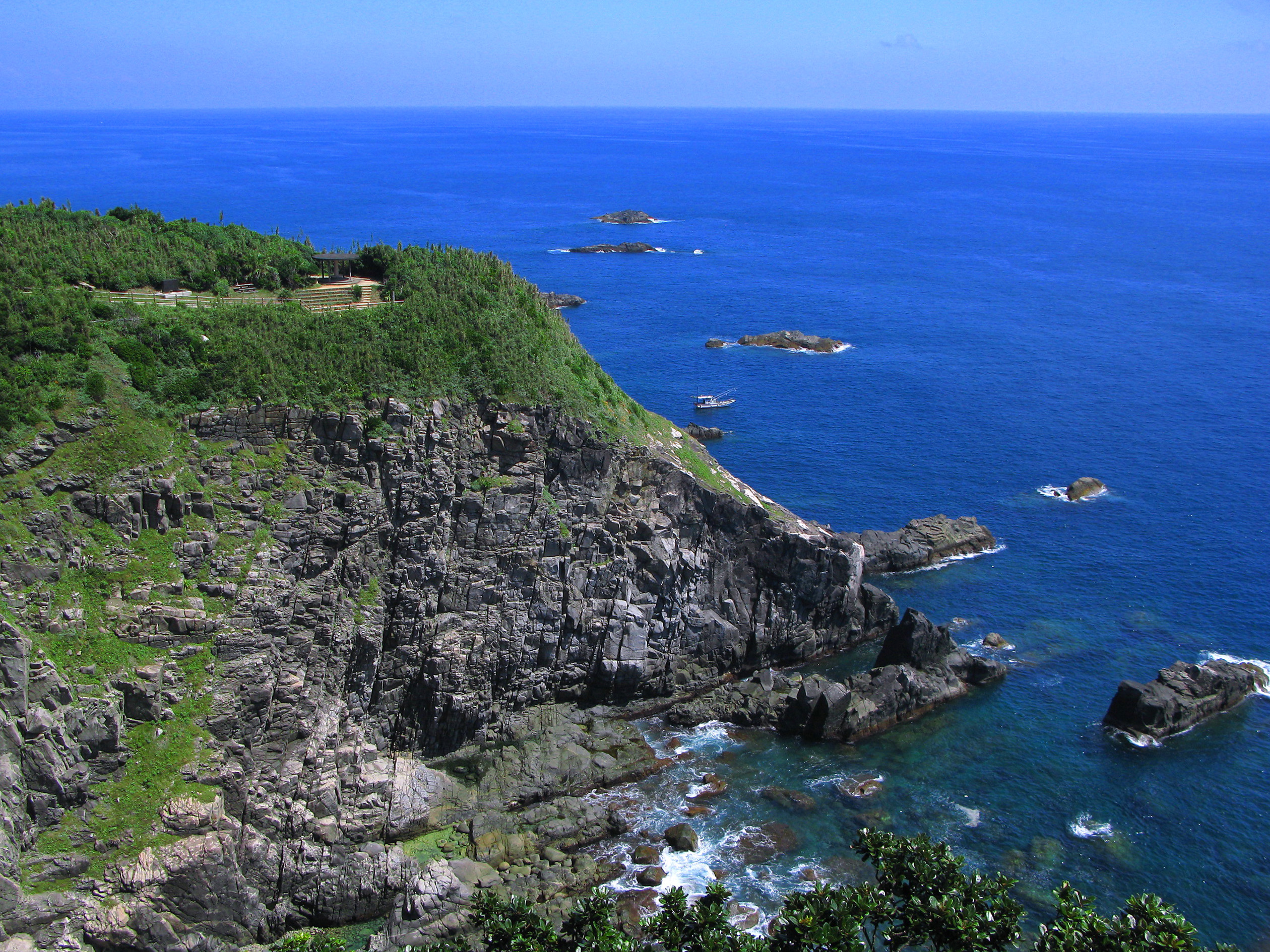
天狗の鼻
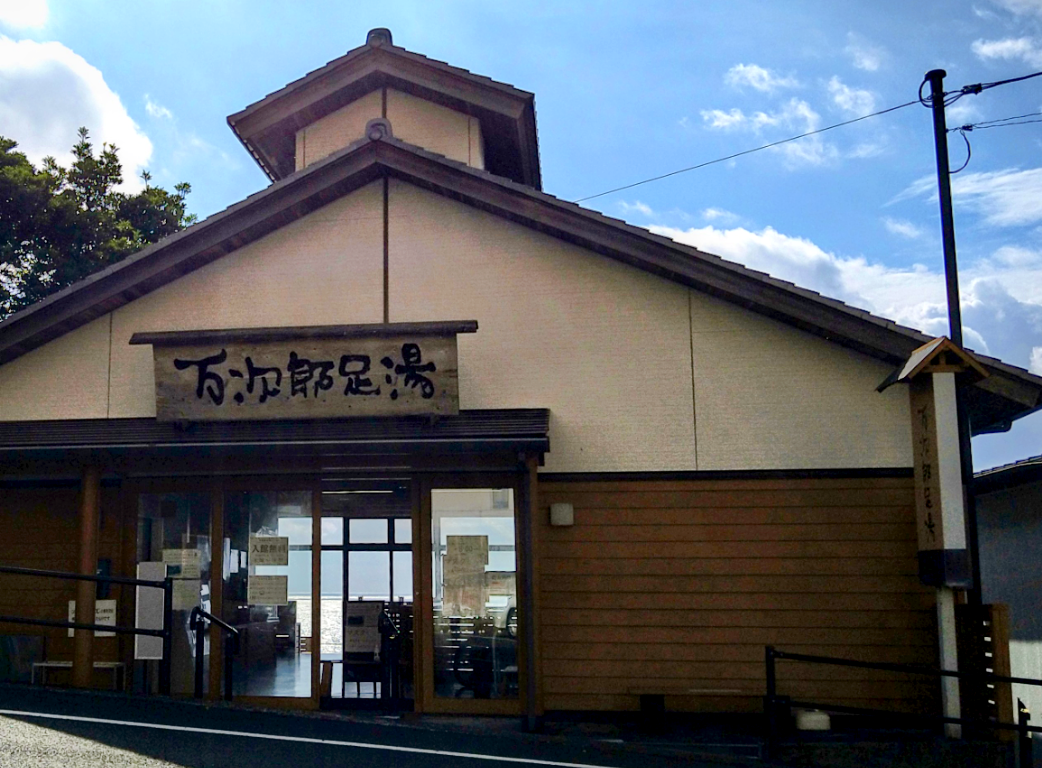
万次郎足湯
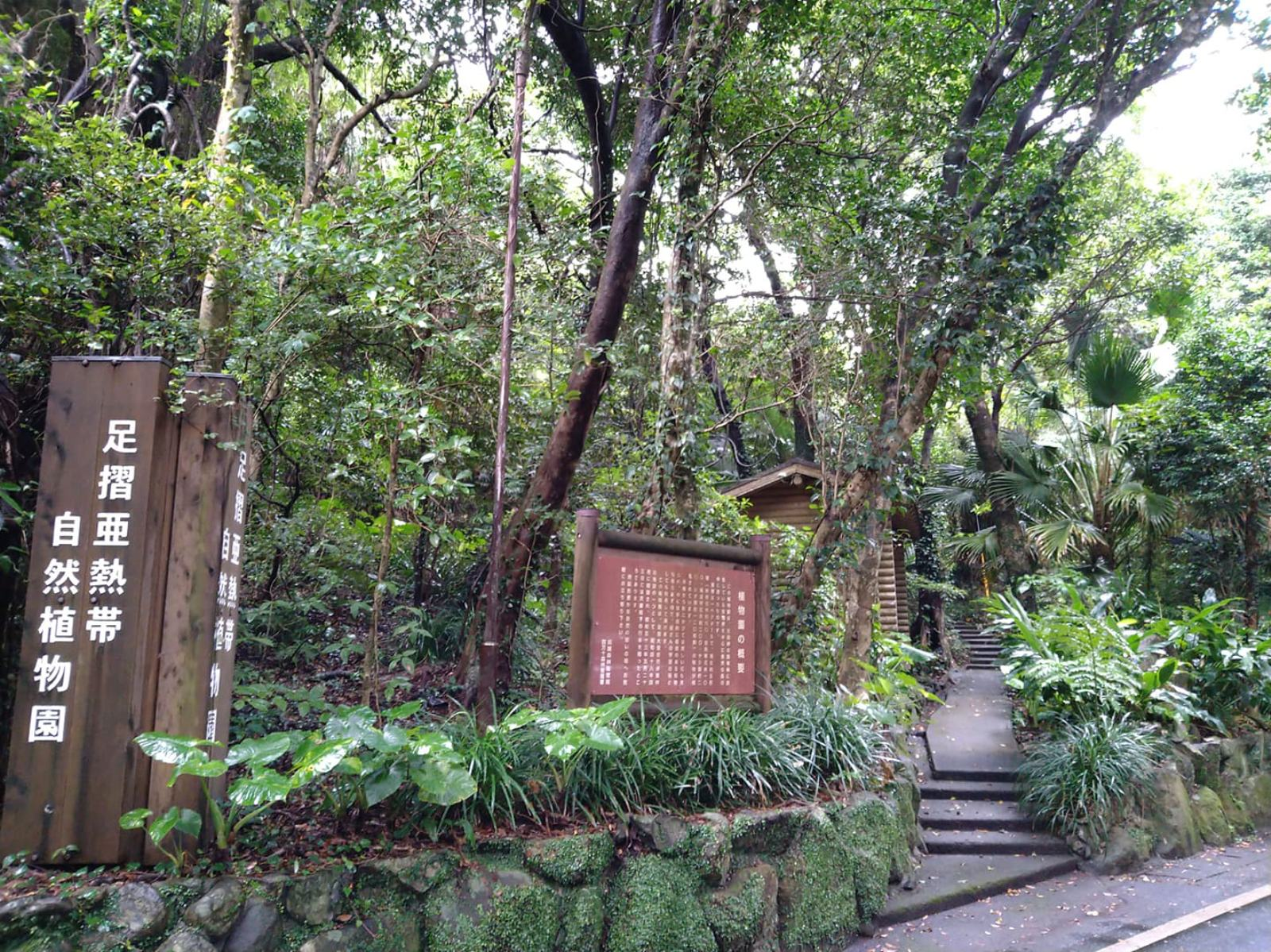
足摺亜熱帯自然植物園
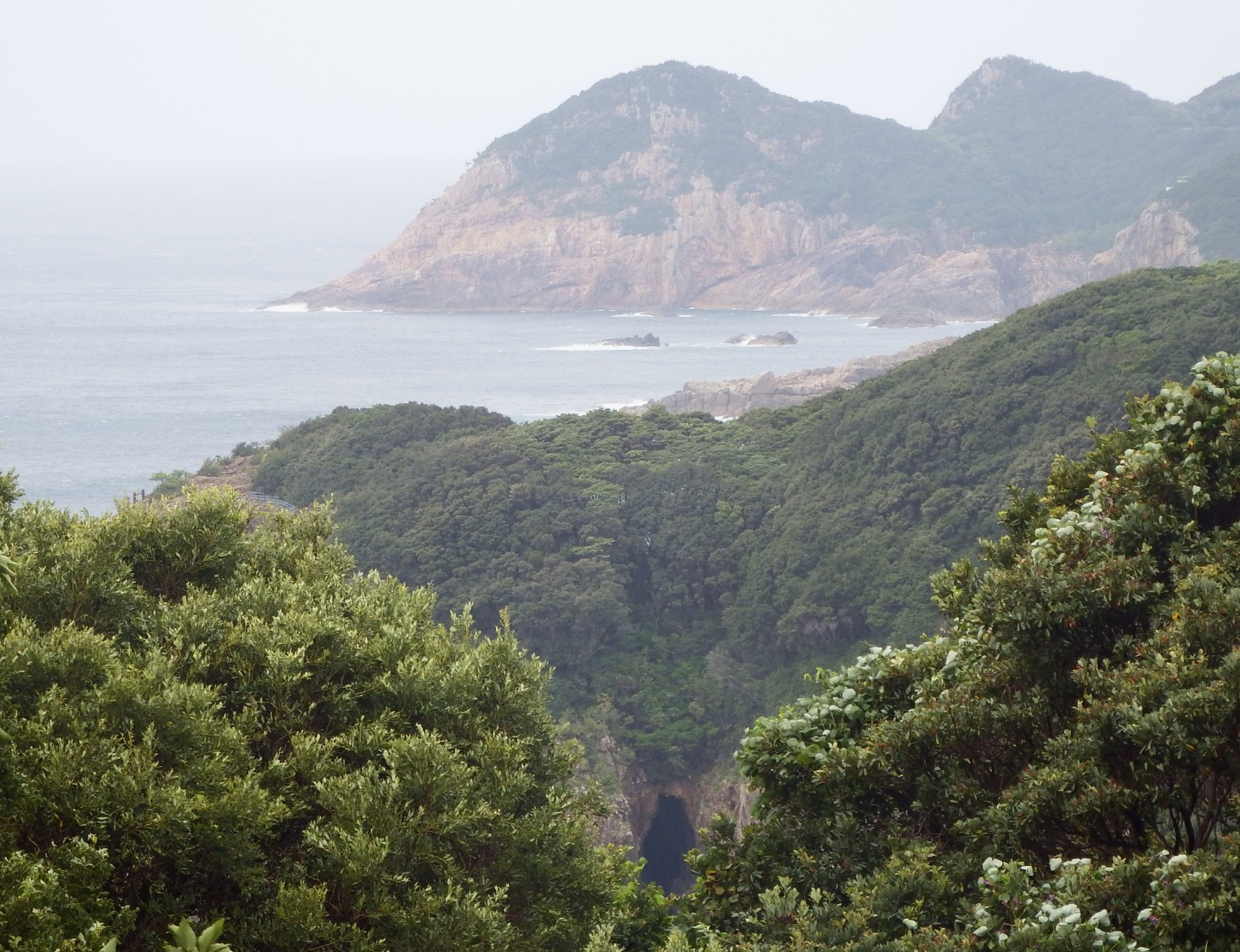
海食洞窟トオルマ
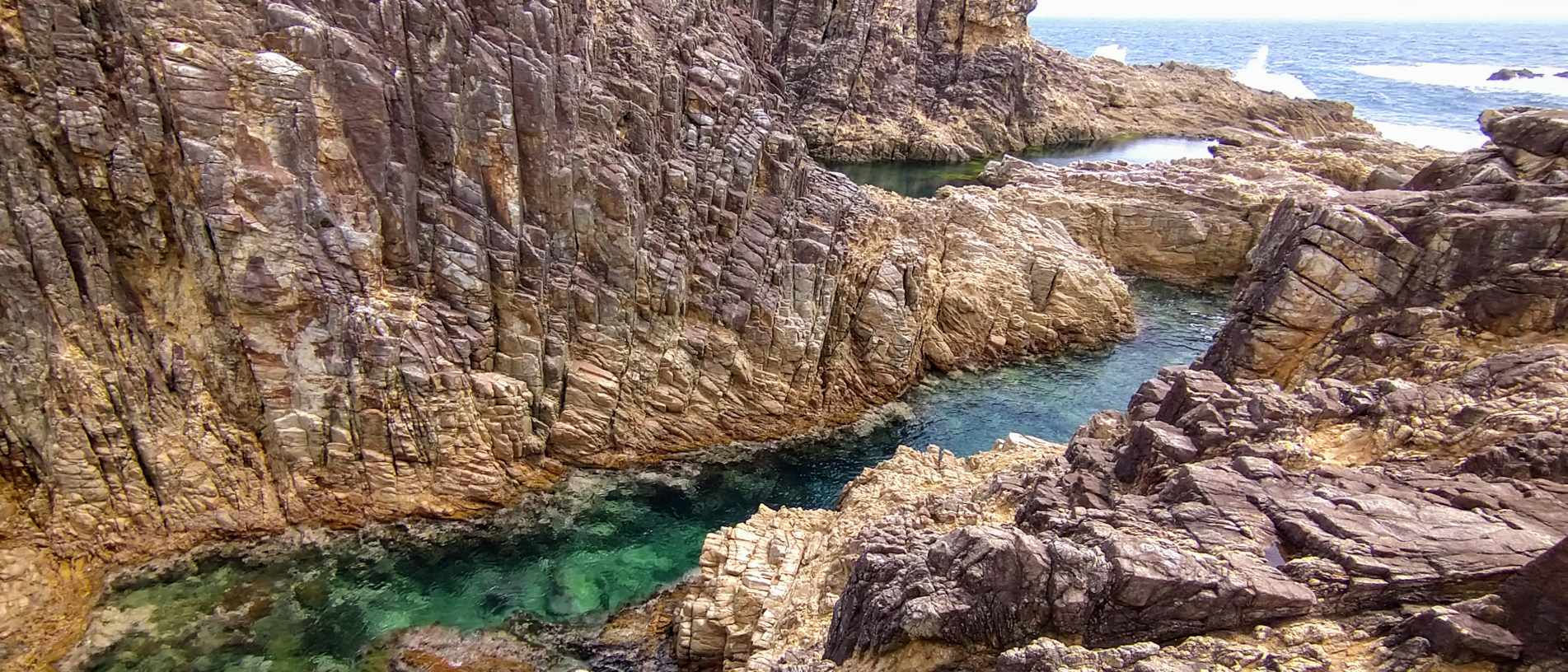
スボノくち
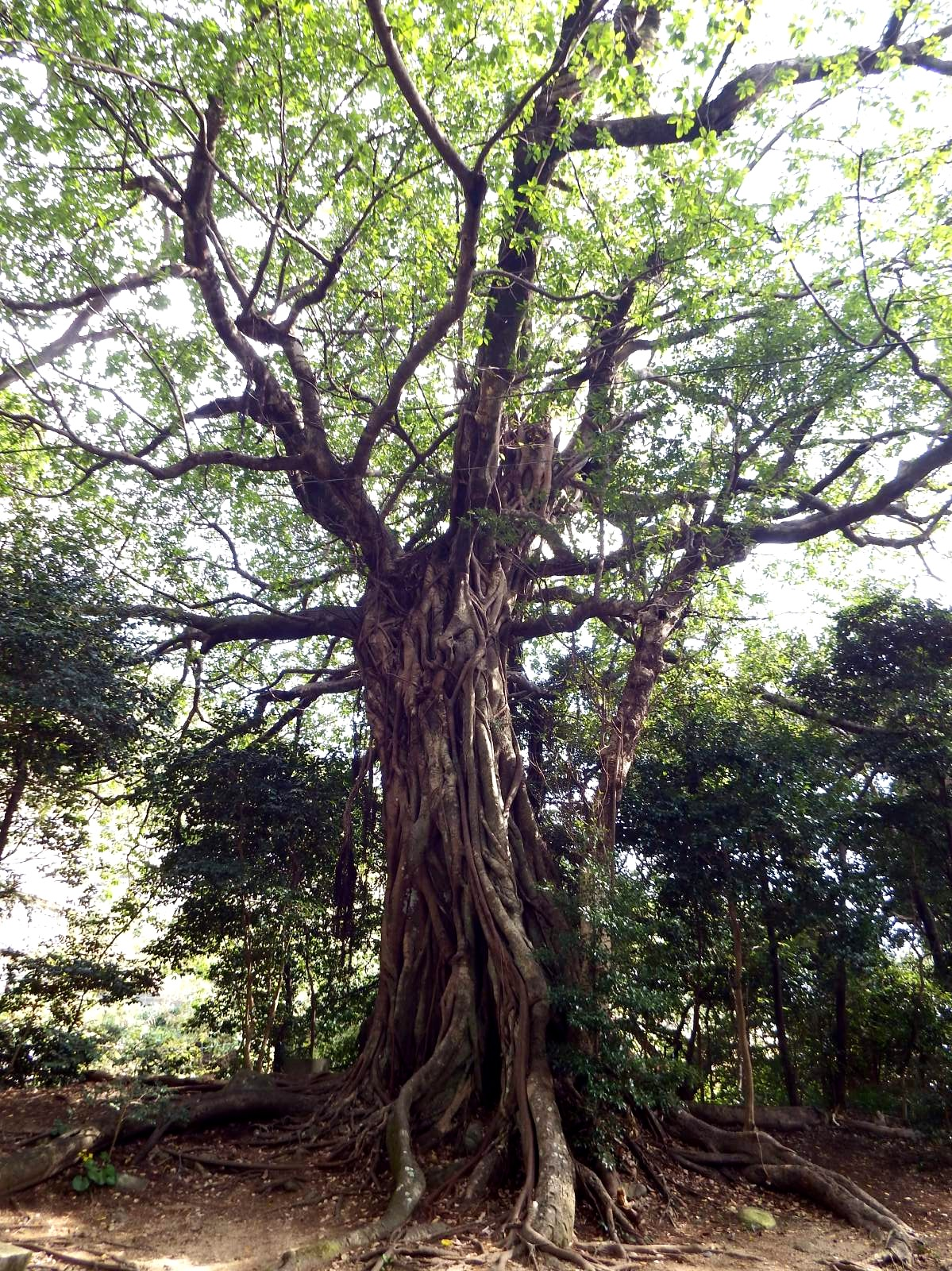
アコウの木
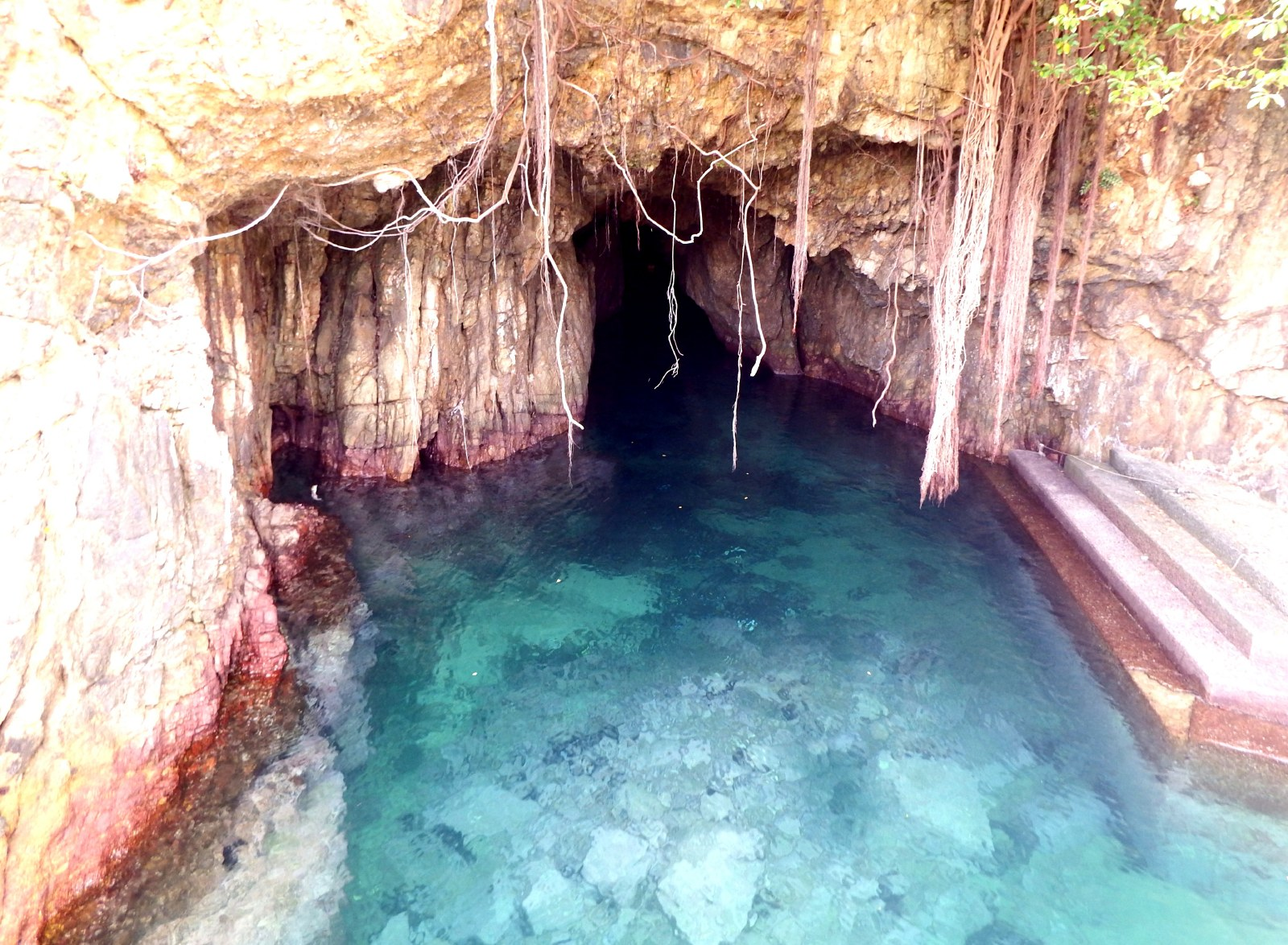
松尾漁港の海老洞

## 足摺の七不思議
七不思議と呼ばれているが21個の不思議があると言われている。

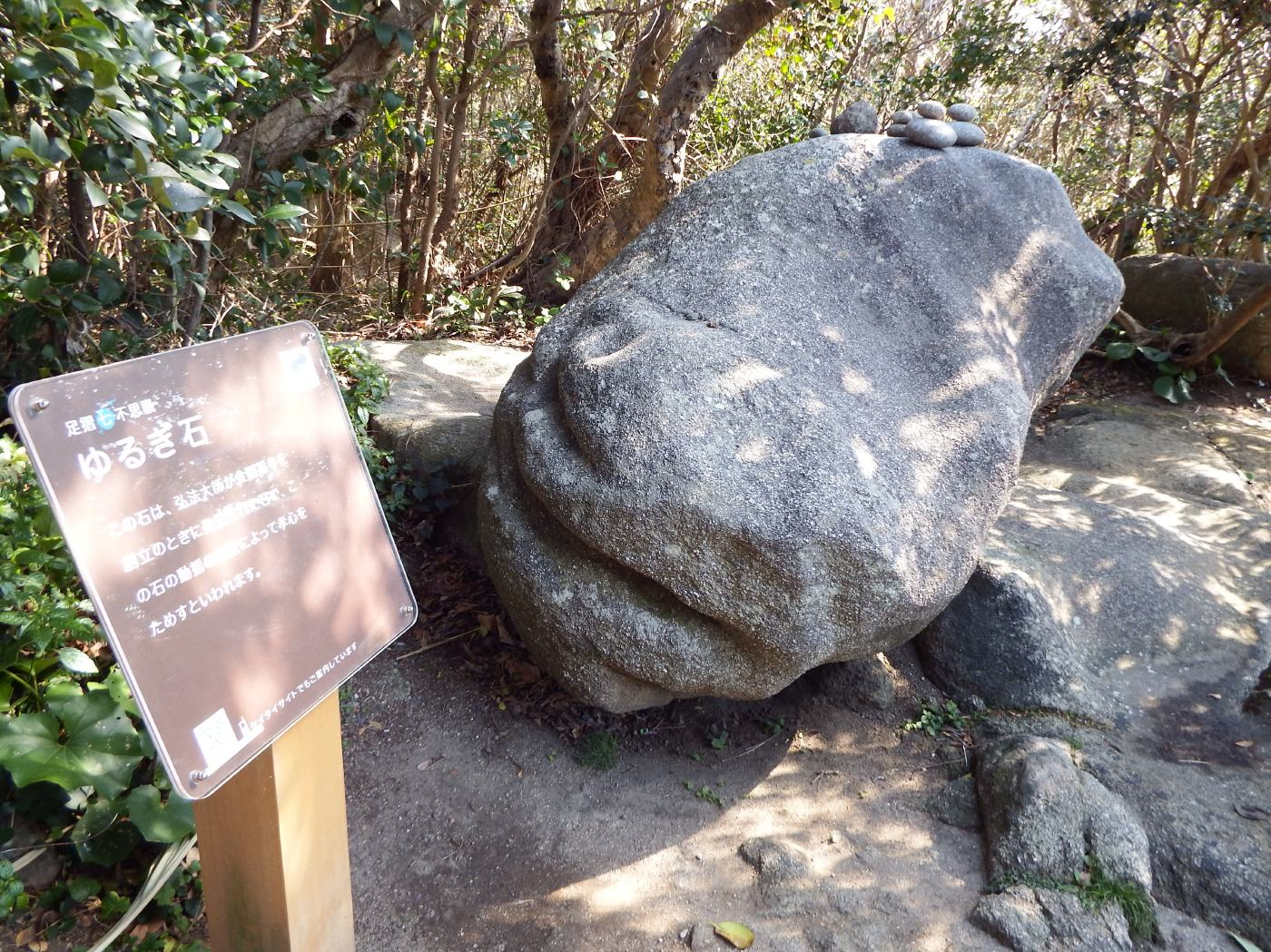
ゆるぎ石
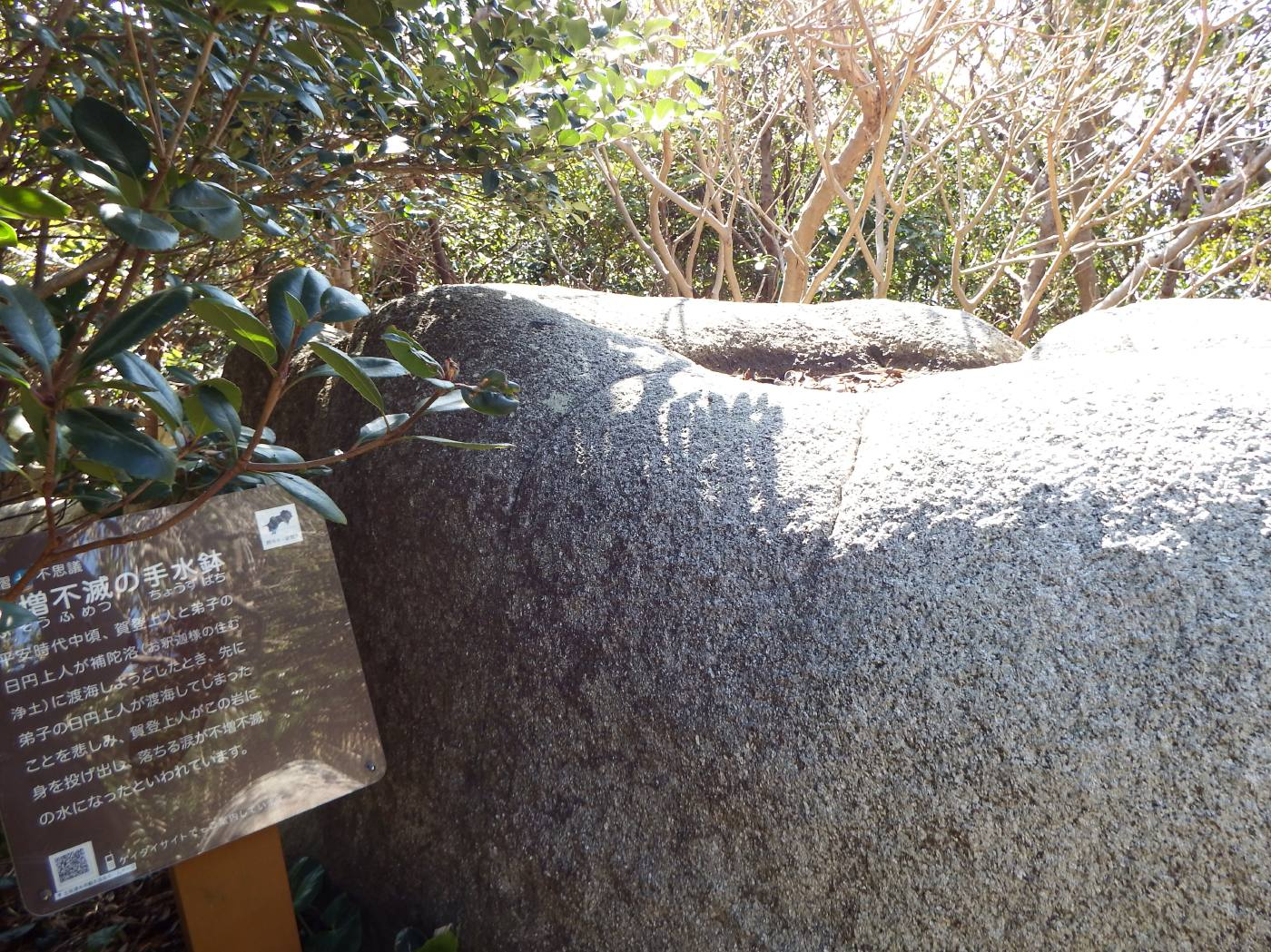
不増不減手水鉢
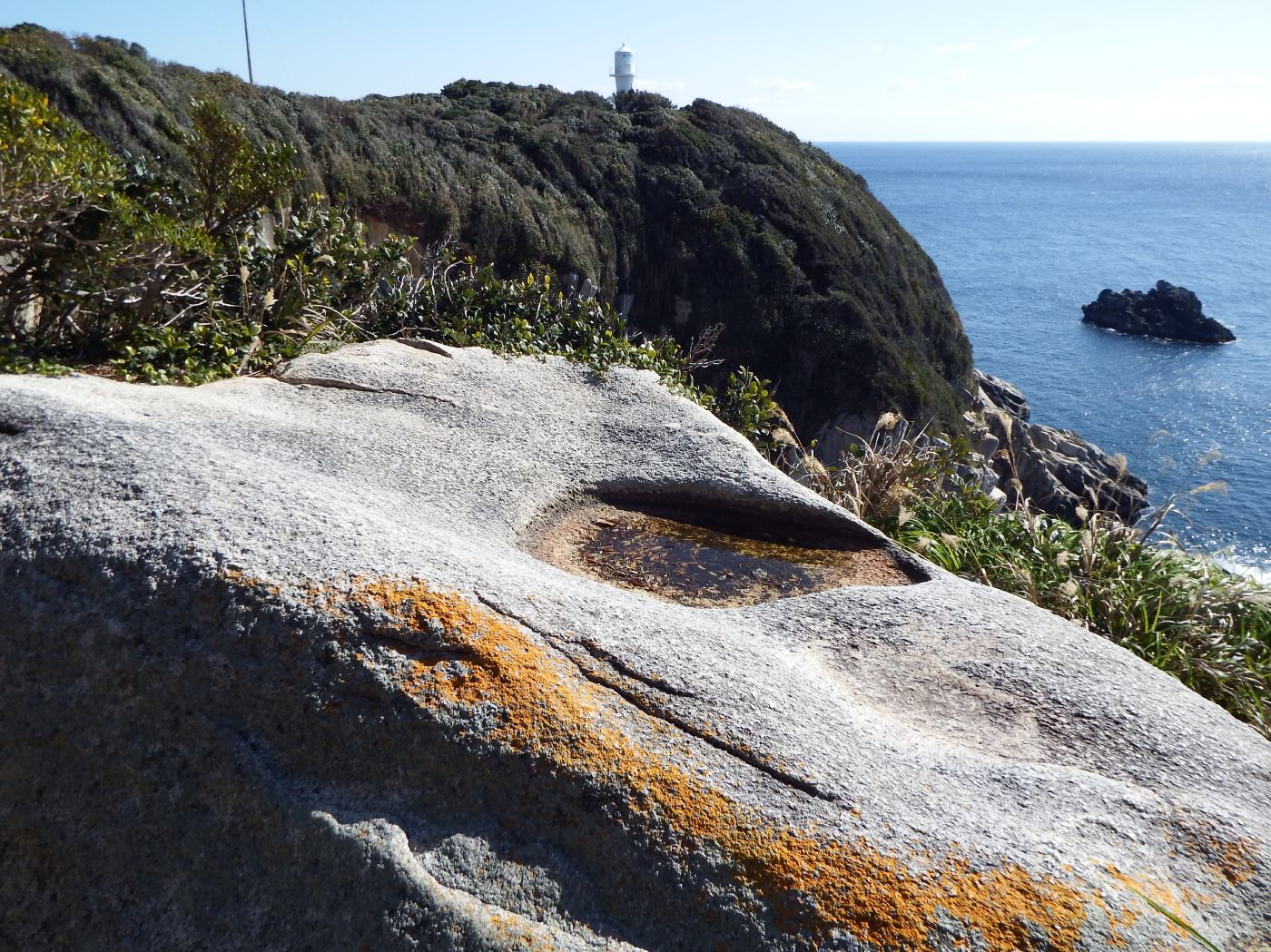
汐の満干手水鉢
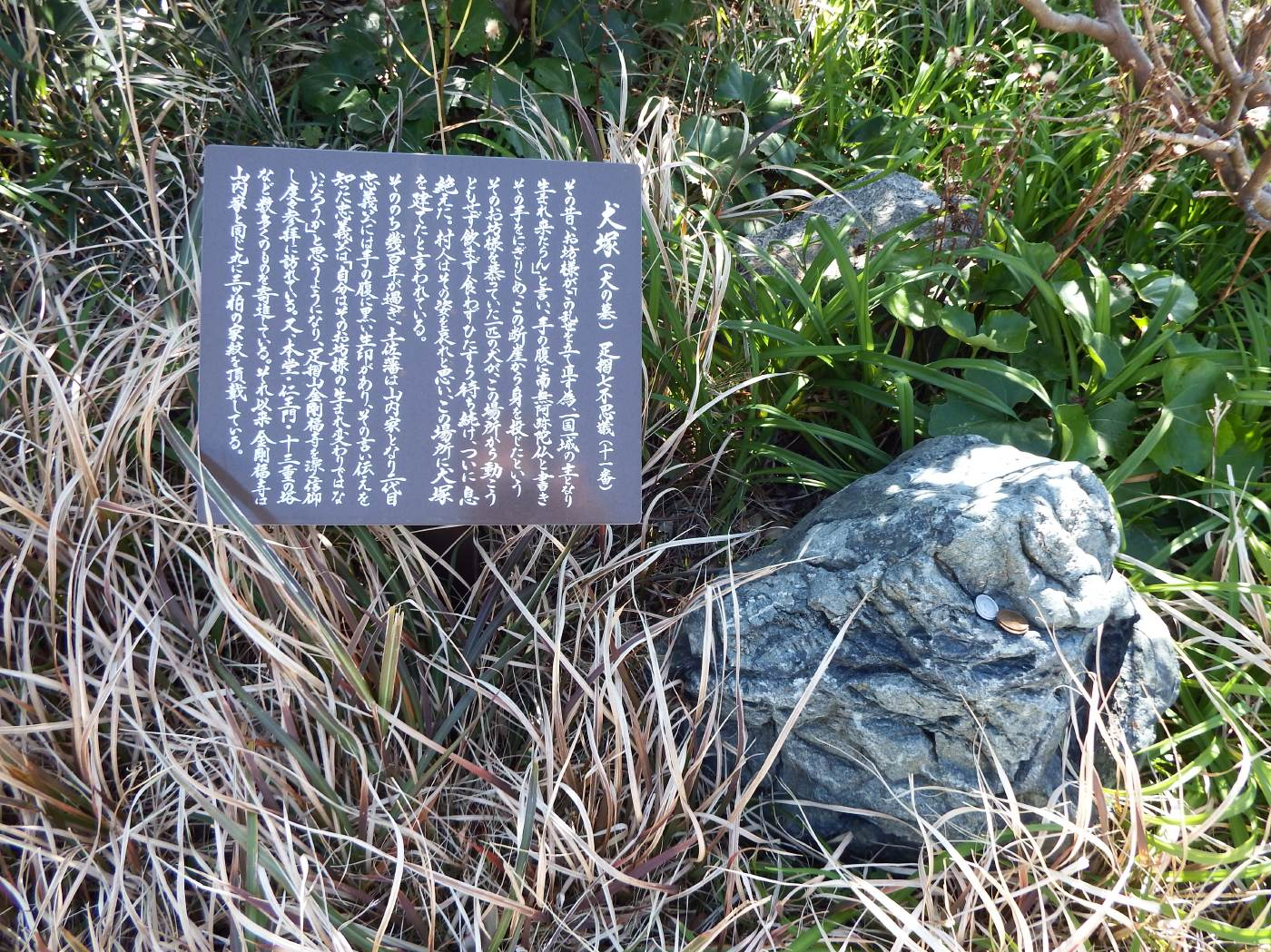
犬塚
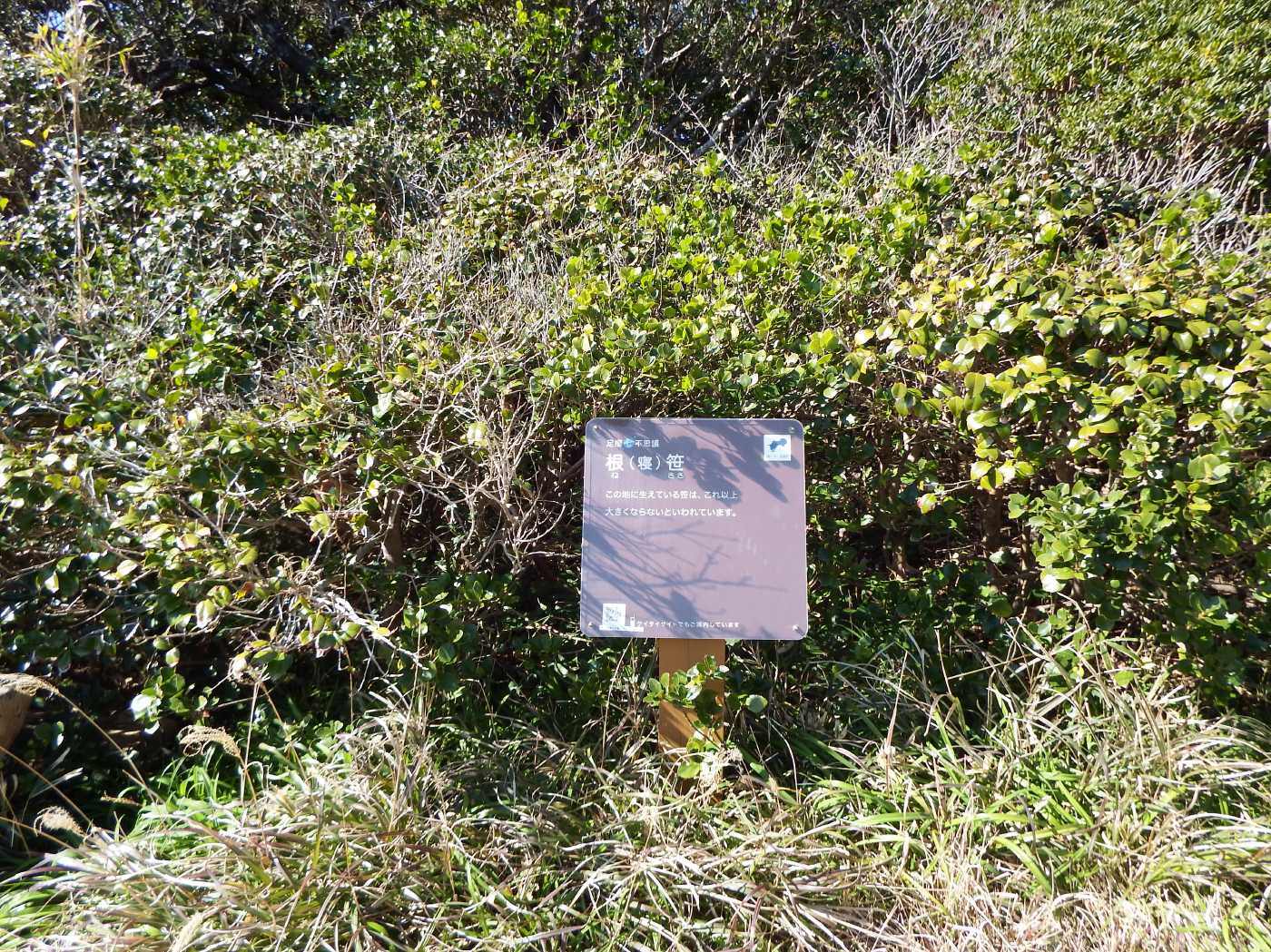
根笹
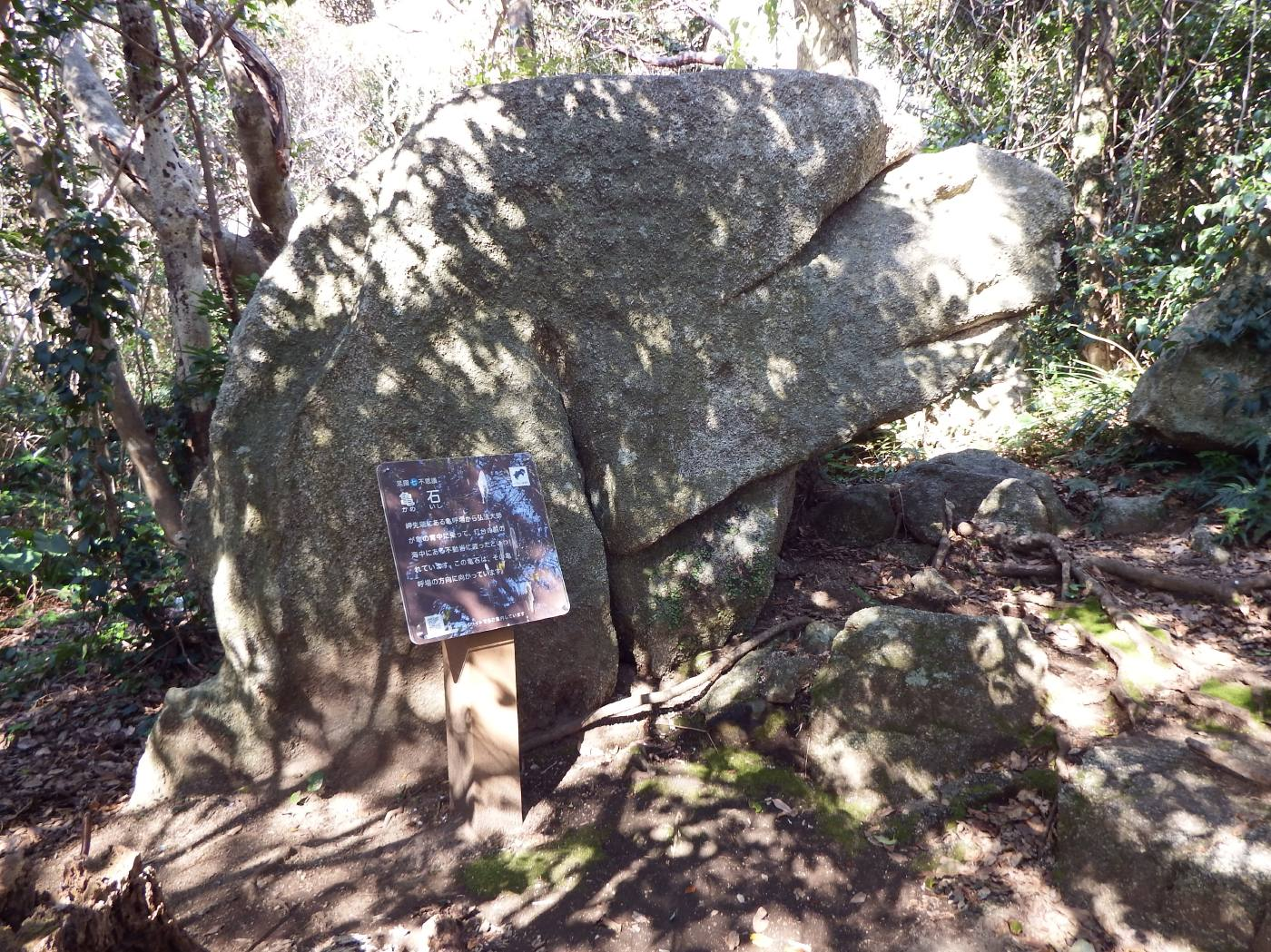
亀石
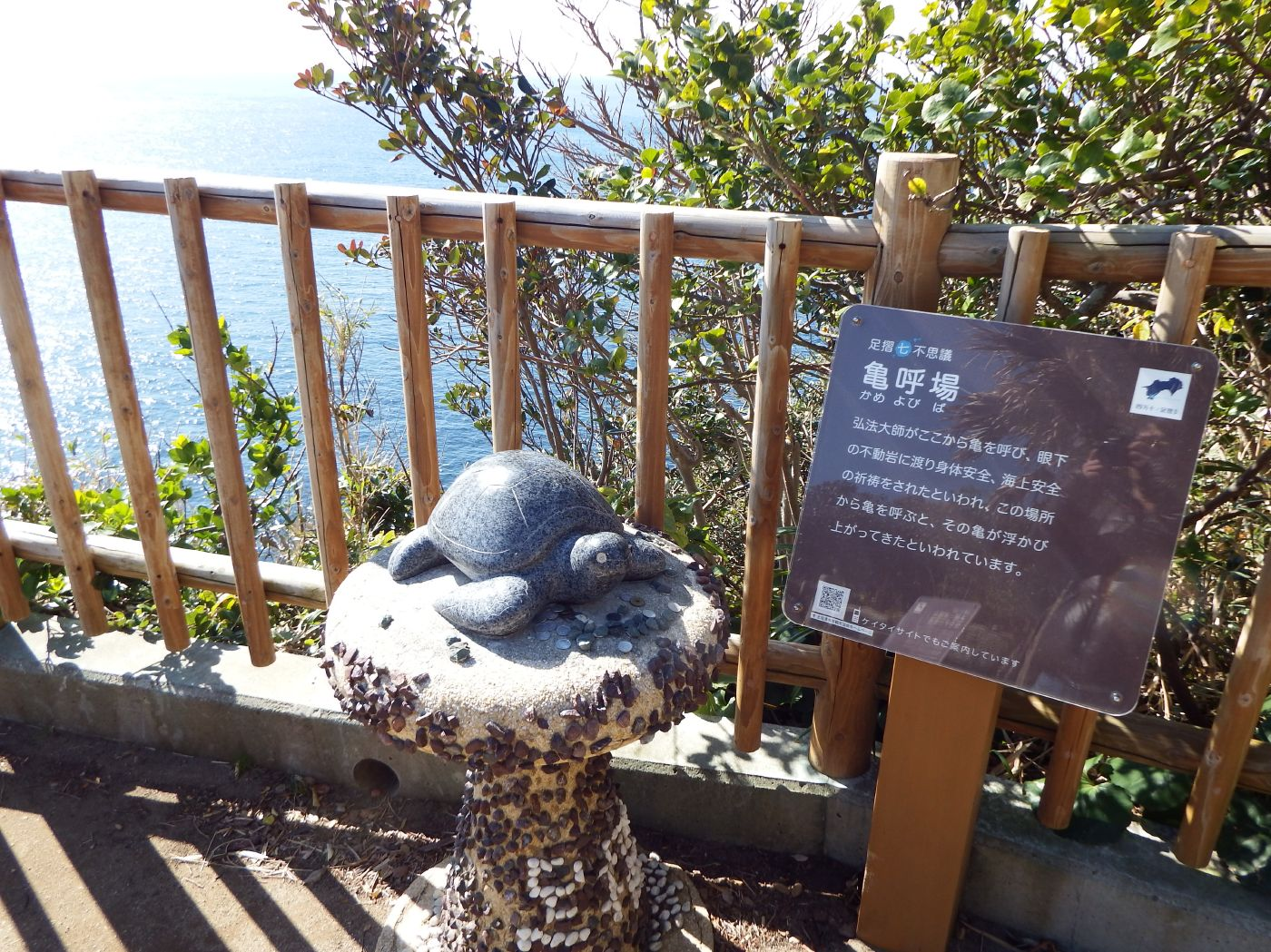
亀呼場
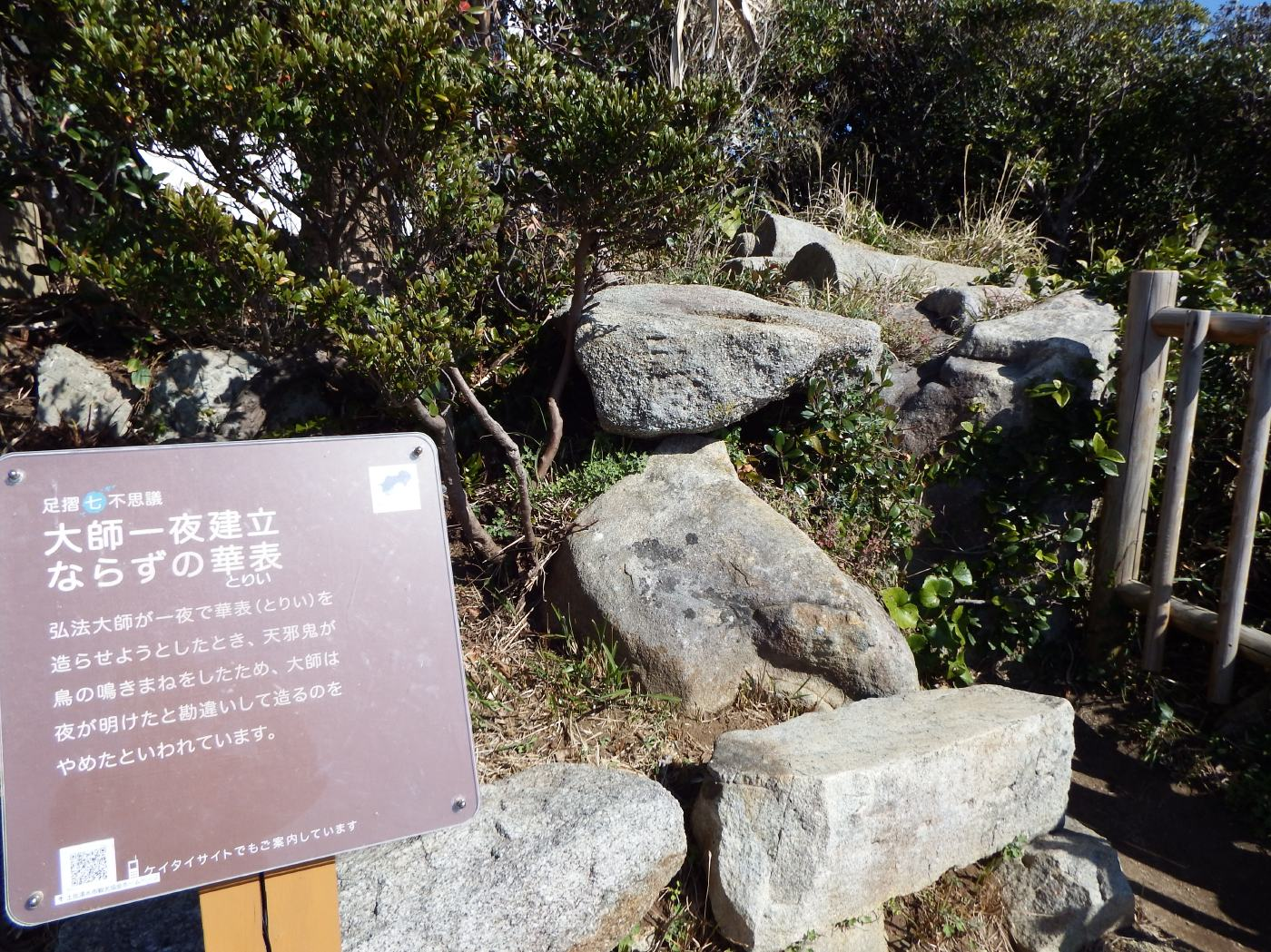
大師一夜建立ならずの華表
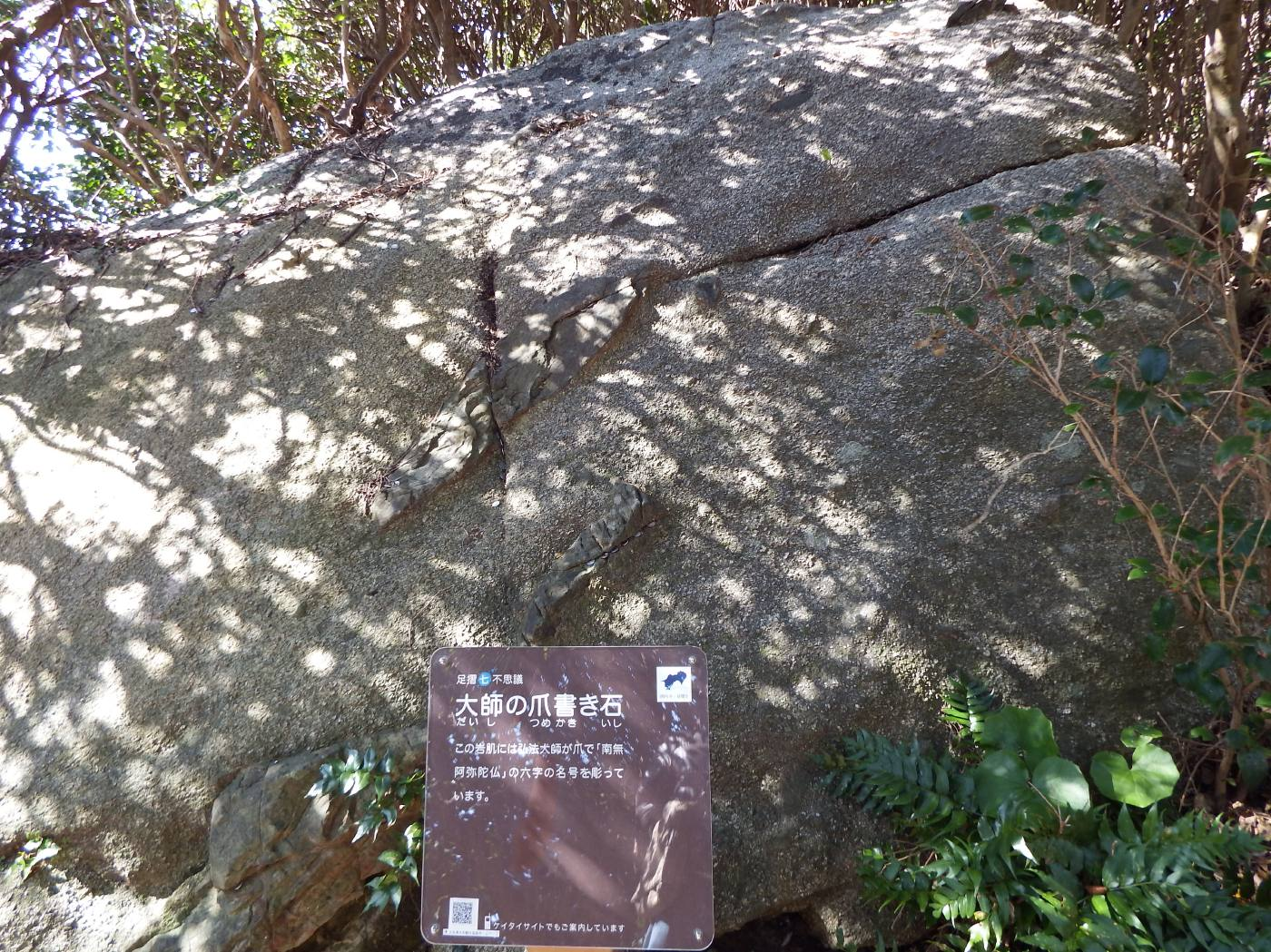
大師の爪書き石
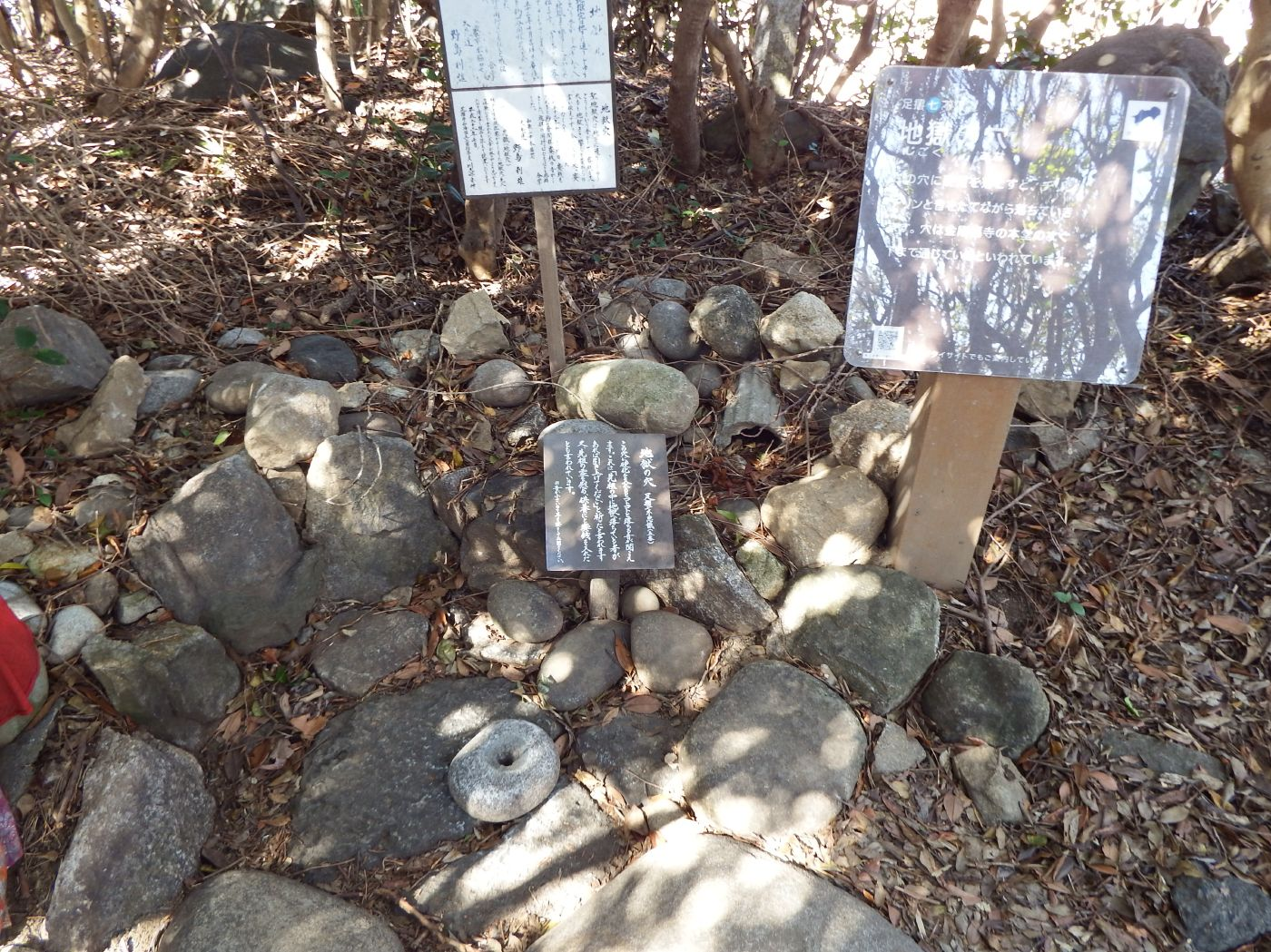
地獄の穴

## 交通

### 鉄道・バス
- 土佐くろしお鉄道中村駅からバス（高知西南交通）。

### 道路

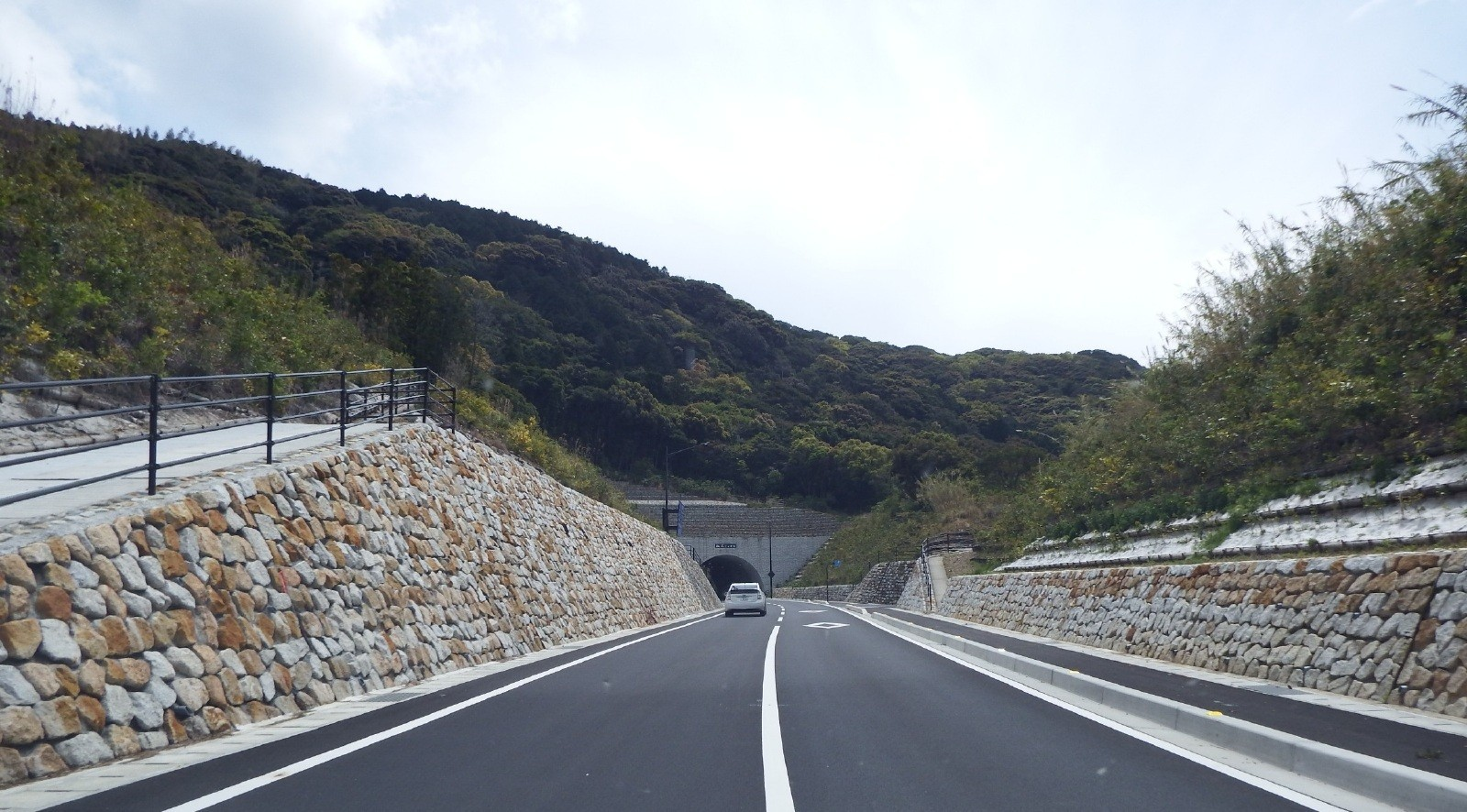
松尾トンネル

- 国道321号（足摺サニーロード）分岐から足摺岬までは、東海岸回り・西海岸回り・スカイラインの3ルートあったが、2016年4月に松尾トンネルが開通したことにより西海岸回りが一番早く快適に足摺岬までいけるようになった。また、南海トラフ地震への対策である津波避難施設が設けられている[11]。
  - 足摺岬有料道路（旧：足摺スカイライン）※現在は県道（椿の道）へ移管され無料開放されている。
  - 高知県道27号足摺岬公園線 - 足摺半島の海岸沿いを周回する県道
- ゴールデンウィーク、盆休み、年末年始には通行規制が実施される。これは金剛福寺前での混雑、事故を防止するためである。1kmほど手前にある市営駐車場（無料）に駐車し徒歩もしくはシャトルバス（2023年正月時点で片道税込み100円、運行時間に注意）を利用することとなる。路線バスも一部を除いて足摺岬への乗り入れは行わず先述の市営駐車場に併設されている足摺岬センター発着となる。

## 周辺の名所・旧跡・観光スポット

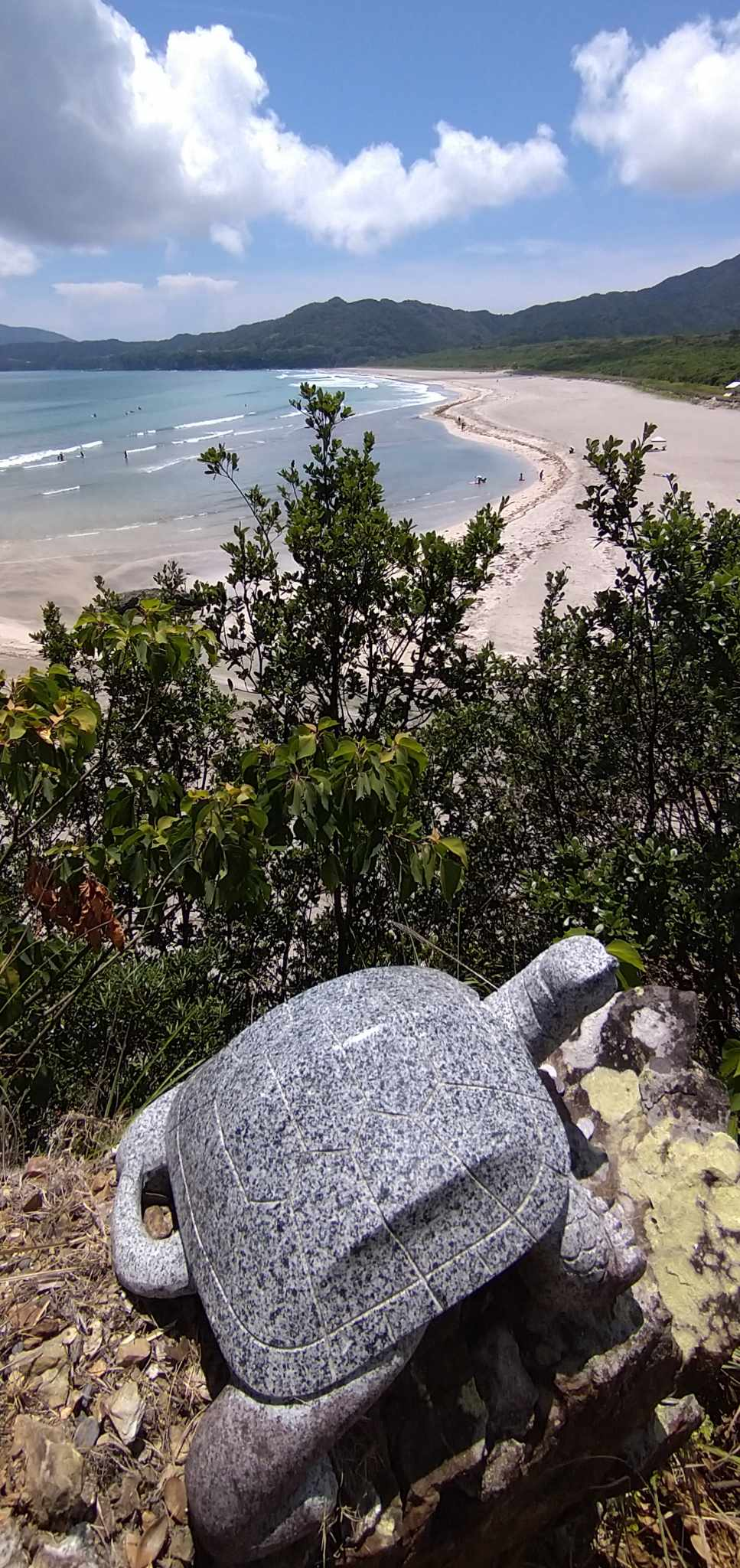
大岐（おおき）の浜：四国八十八景39番「ウミガメも選んだ白い砂浜」として選定され、ウミガメ（アカウミガメ）が産卵に利用する[11]。北緯32度49分5.218秒 東経132度57分1.674秒
- 下ノ加江地区・窪津港：ホエールウォッチングを行っている[3][11]。
- 以布利港：ジンベイザメやマンボウと遊泳する観光ツアーを行っている[3]。
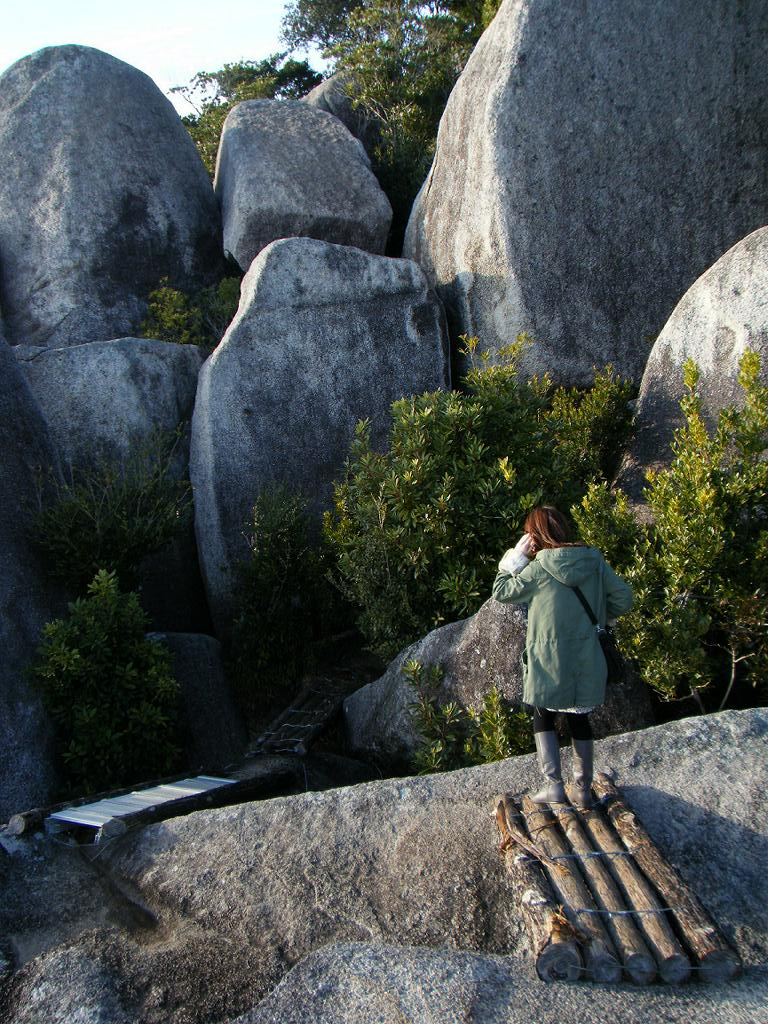
唐人駄場遺蹟・巨石群北緯32度44分35.562秒 東経132度58分59.3863秒
臼碆
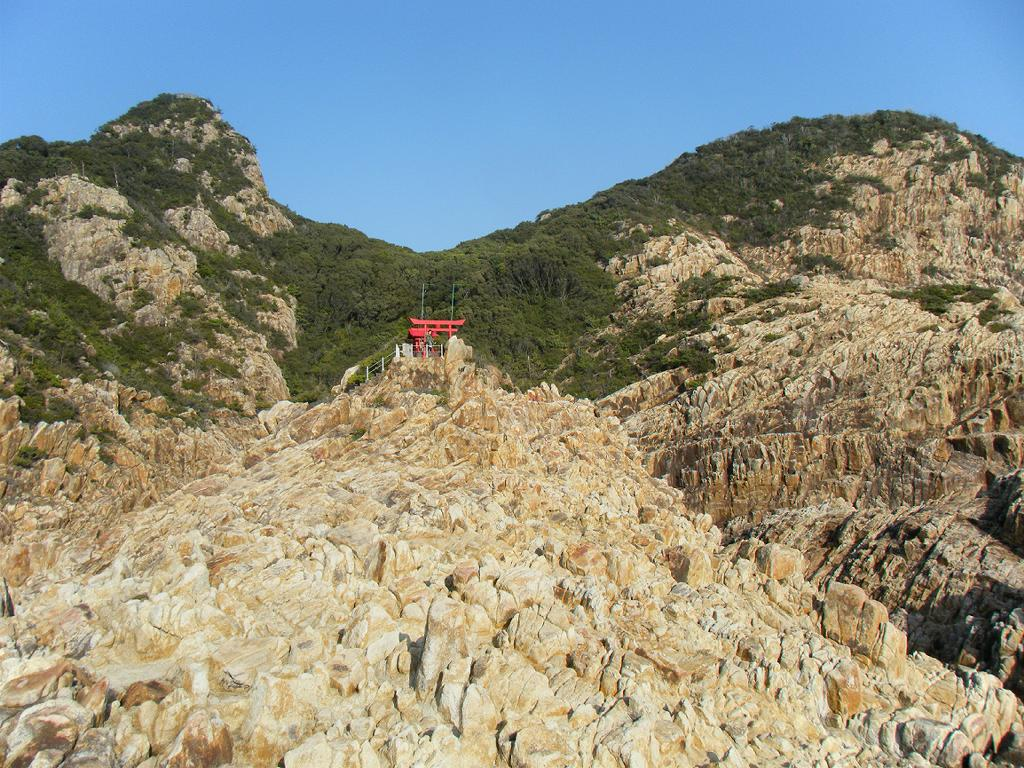
臼碆
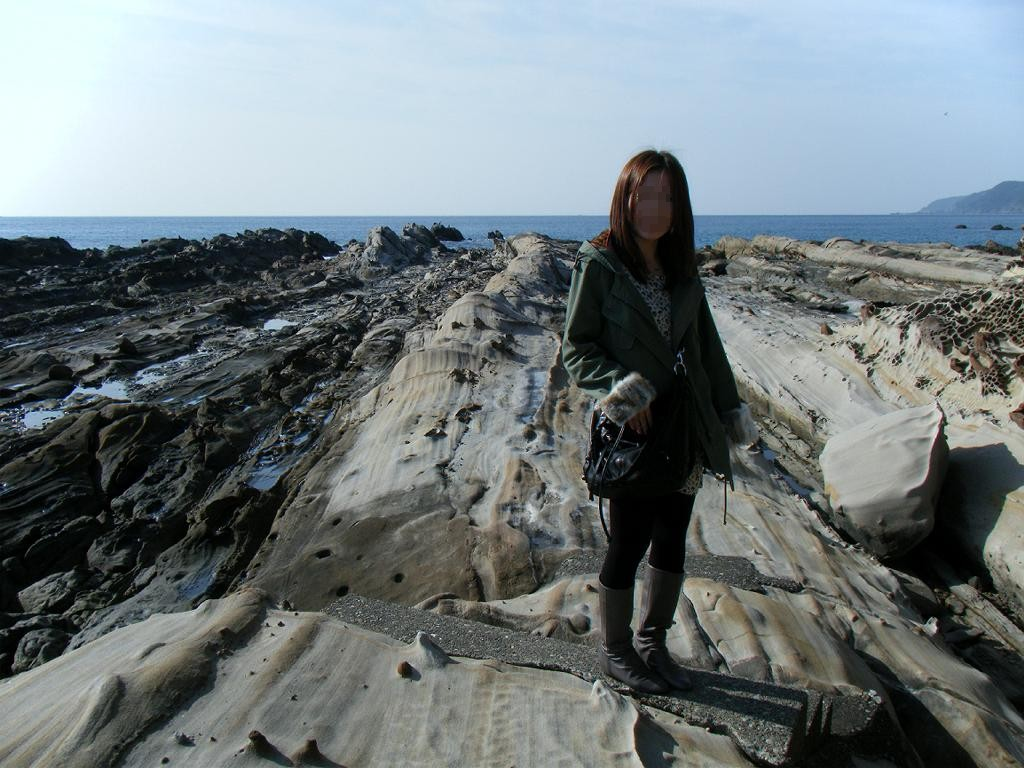
竜串
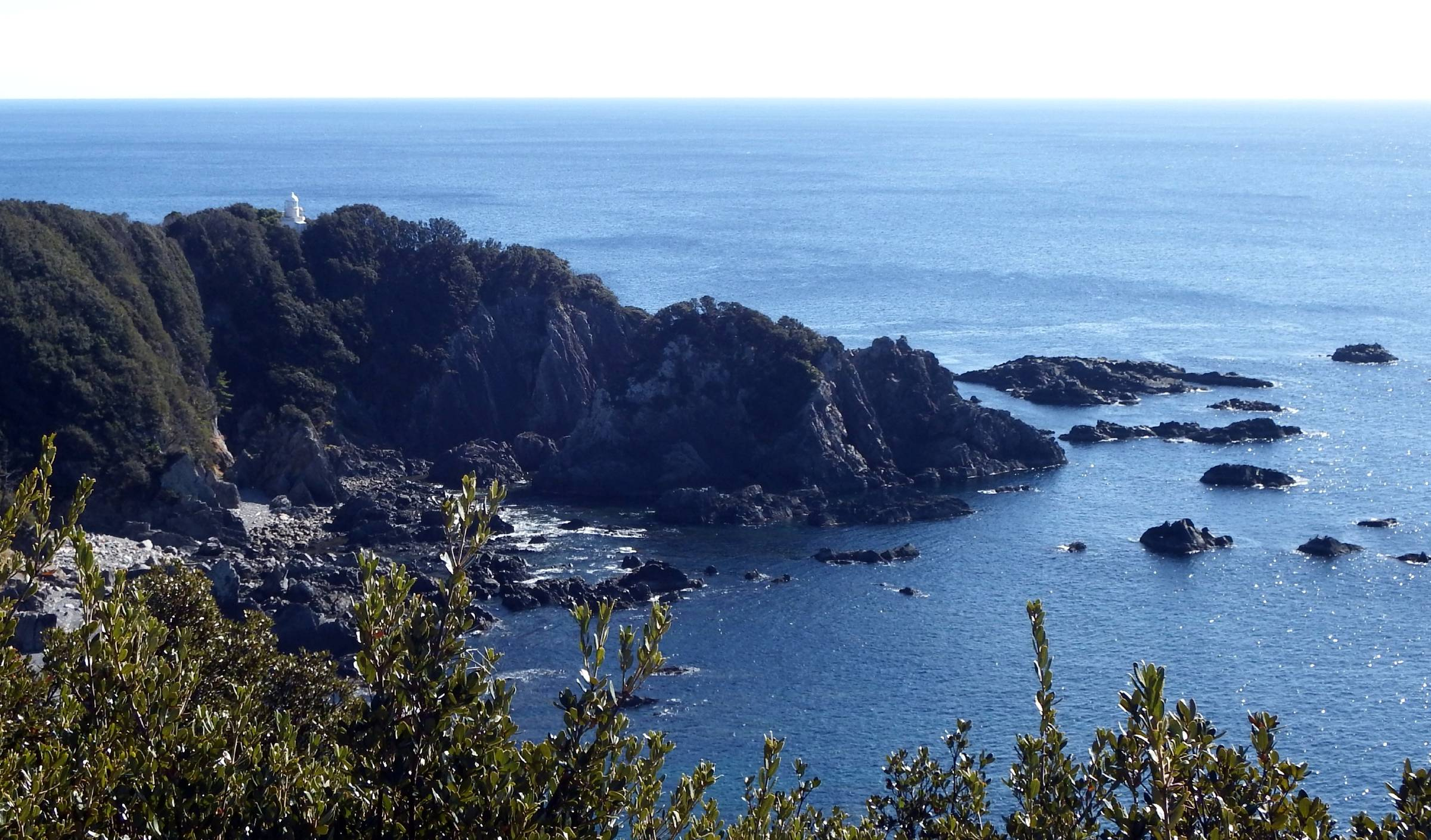
叶崎
  - 龍宮神社北緯32度43分48.843秒 東経132度58分0.5秒
- ジョン万次郎生家：2010年10月生誕の地に生家が復元された。北緯32度45分33.741秒 東経132度57分52.339秒
- 竜串・見残し海岸北緯32度47分14.155秒 東経132度51分49.491秒
  - 足摺海底館
  - 足摺海洋館
  - 竜串グラスボート
- 叶崎（かなえざき）：「叶崎海岸を見ずして土佐風景を見たとはいえない」と俳人・河東碧梧桐が言ったといわれる。土佐清水市最初の灯台で灯台の時は叶埼となる。北緯32度44分50.976秒 東経132度48分8.722秒

- 大岐の浜
- 唐人駄場巨石群
- 臼碆
- 臼碆 龍宮神社
- 竜串
- 叶崎